# Суд народов (фильм)
Суд народов (СССР, ЦСДФ, кинохроника) — документальный фильм 1946 года о Нюрнбергском процессе над нацистскими военными преступниками. Режиссёр — Роман Кармен.

## Содержание фильма
Фильм представляет собой хронику Нюрнбергского процесса, суда над главными преступниками нацистского режима, проходившего с 10 часов утра 20 ноября 1945 по 1 октября 1946 года в Международном военном трибунале в Нюрнберге (Германия), располагавшемся в «Зале 600» Дворца правосудия.
Крупным планом можно увидеть главных нацистских преступников и услышать краткое изложение преступлений каждого. (Кукрыниксы, сидящие в зале, рисуют на них карикатуры). Большая часть фильма подробно описывает преступления нацистов, особенно совершенные в Советском Союзе. В фильме, кроме съемок процесса, есть хроника времен войны с кратким изложением её истории.

## Реакция
Фильм был показан в немецких кинотеатрах в 1947 году и вызвал противоречивые отклики.
Карл Вальтер Клюгер 21 марта 1947 года писал в Der Tagesspiegel, что, в отличие от фильма Welt im Film, выпущенного по англо-американской лицензии, который ограничивался стенограммой из зала суда, «Суд народов» давал более широкую картину с использование немецкой кинохроники и советских фоторепортажей, включая взятие Берлина, наступление русской армии, освобождение концлагерей. Он отмечал, что патетика и идеологическая насыщенность фильма рассчитаны на немедленный эффект.
В 1947 году режиссёру Роману Кармену и операторам Виктору Штатланду и Борису Макасееву за этот фильм была присуждена Сталинская премия в области литературы и искусства второй степени в номинации «Хроникально-документальная кинематография».